# ام ولد

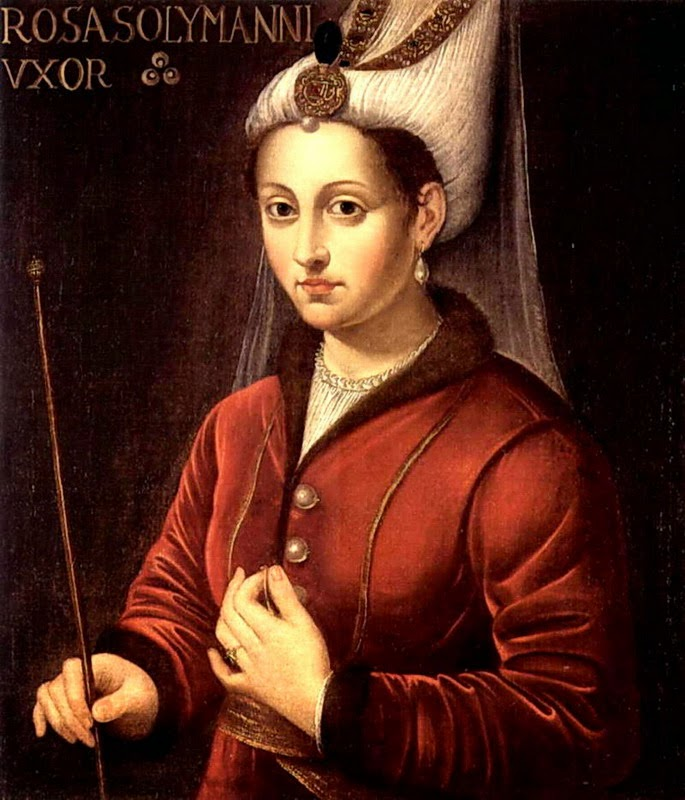
خرم سلطان، که یکی از قربانیان تجارت برده‌های کریمه بود، پس از به دنیا آوردن فرزندی که سلیمان یکم (مالک و سلطان او) آن را به رسمیت شناخت، به مقام ام ولد رسید.

ام ولد، یک اصطلاح فقهی در اسلام است که به کنیزی گفته می‌شود که از صاحب خود صاحب فرزند شده باشد. روا نیست چنین کنیزی توسط صاحب فروخته شود و او پس از مرگ صاحب خود، آزاد است. بنابر نظر فقهی علمای مسلمان، اگر فرزند کنیز در دوران حیات فرد بمیرد، وی از ام ولد بودن خارج می‌شود.

## ام ولدهای مشهور
- ماریه قبطیه[۳]